# Reformierte Kirche Eglisau

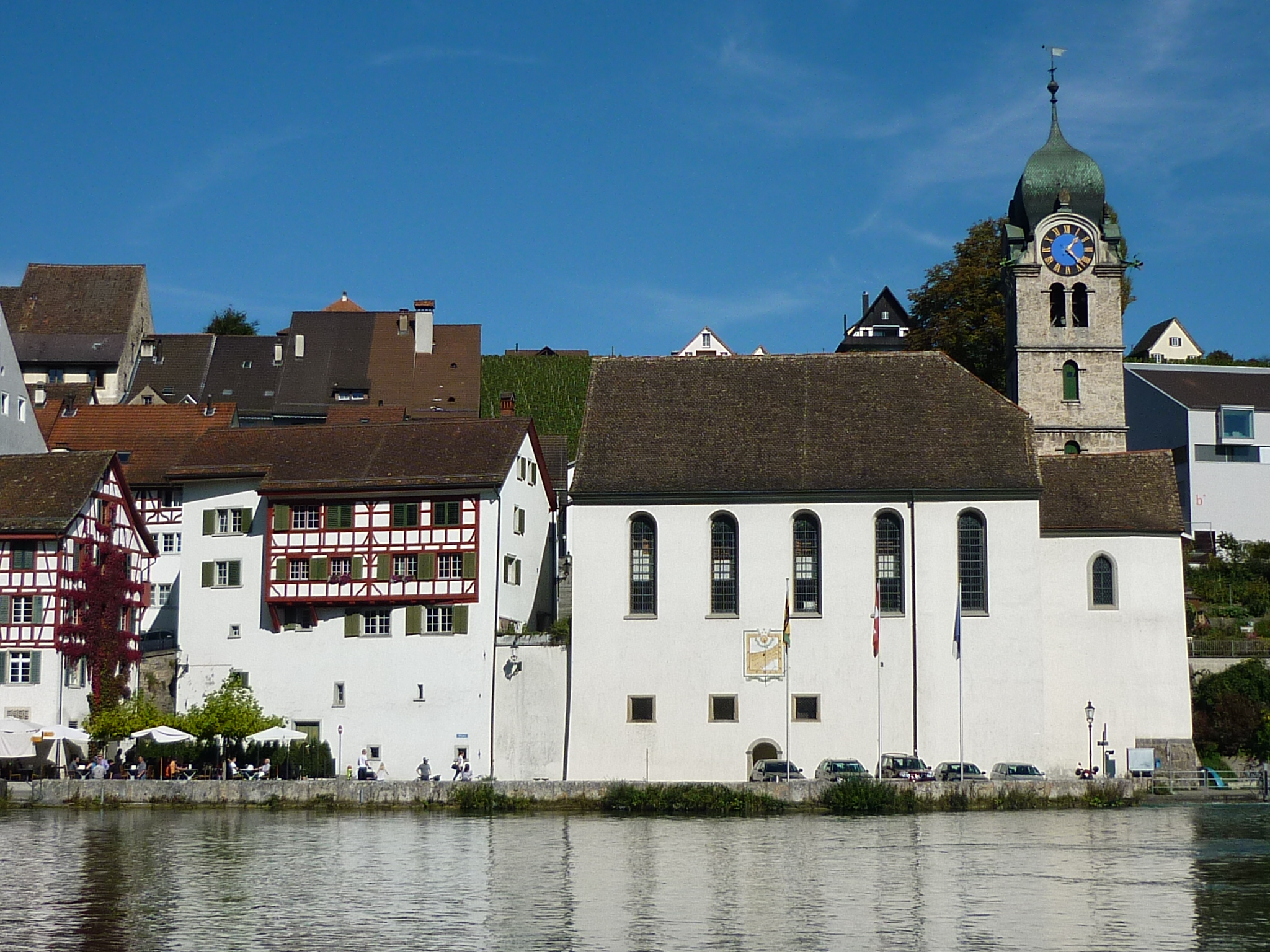
Kirche Eglisau mit Rhein von Süden

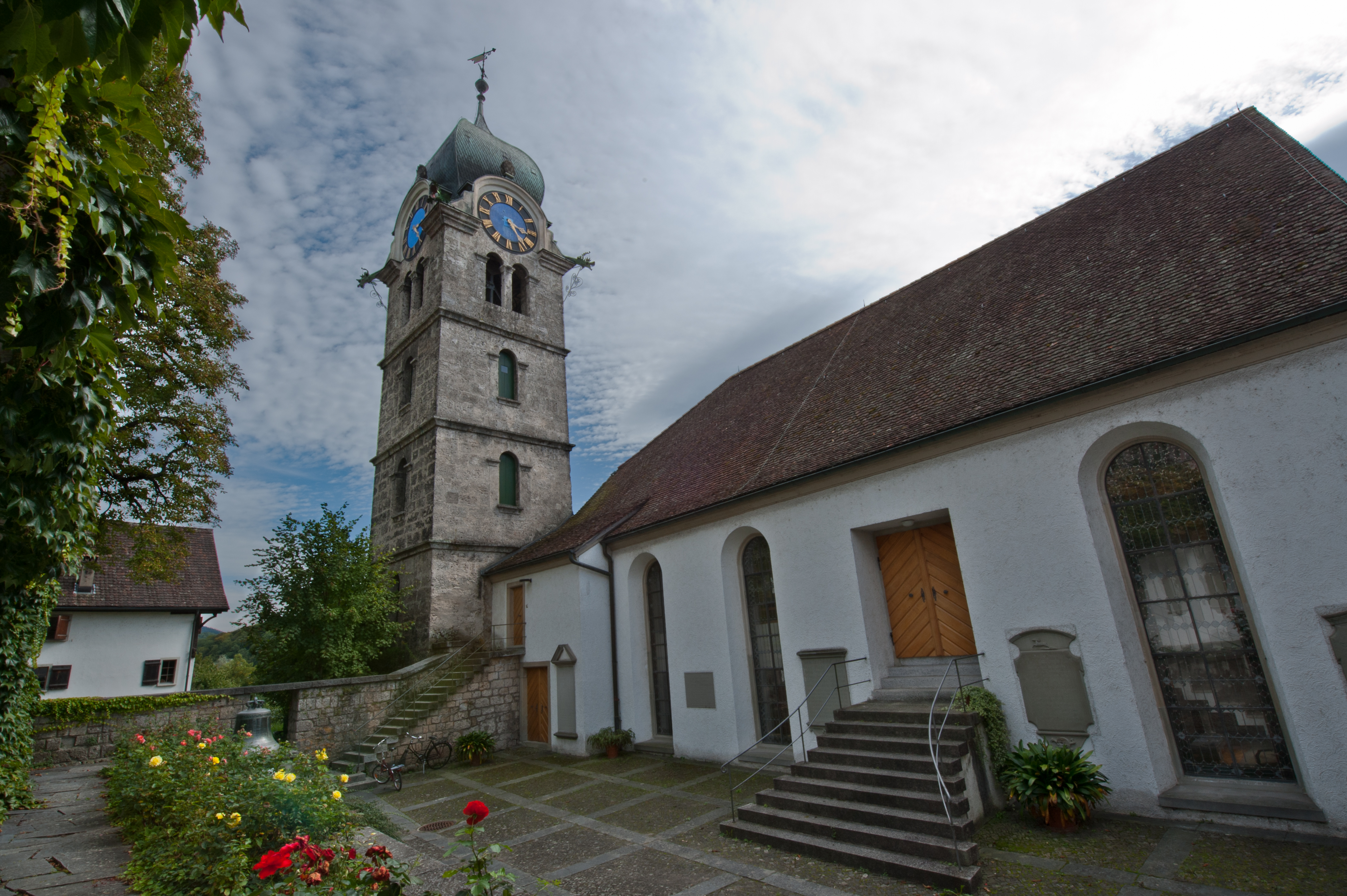
Nordfassade mit Emporenzugang

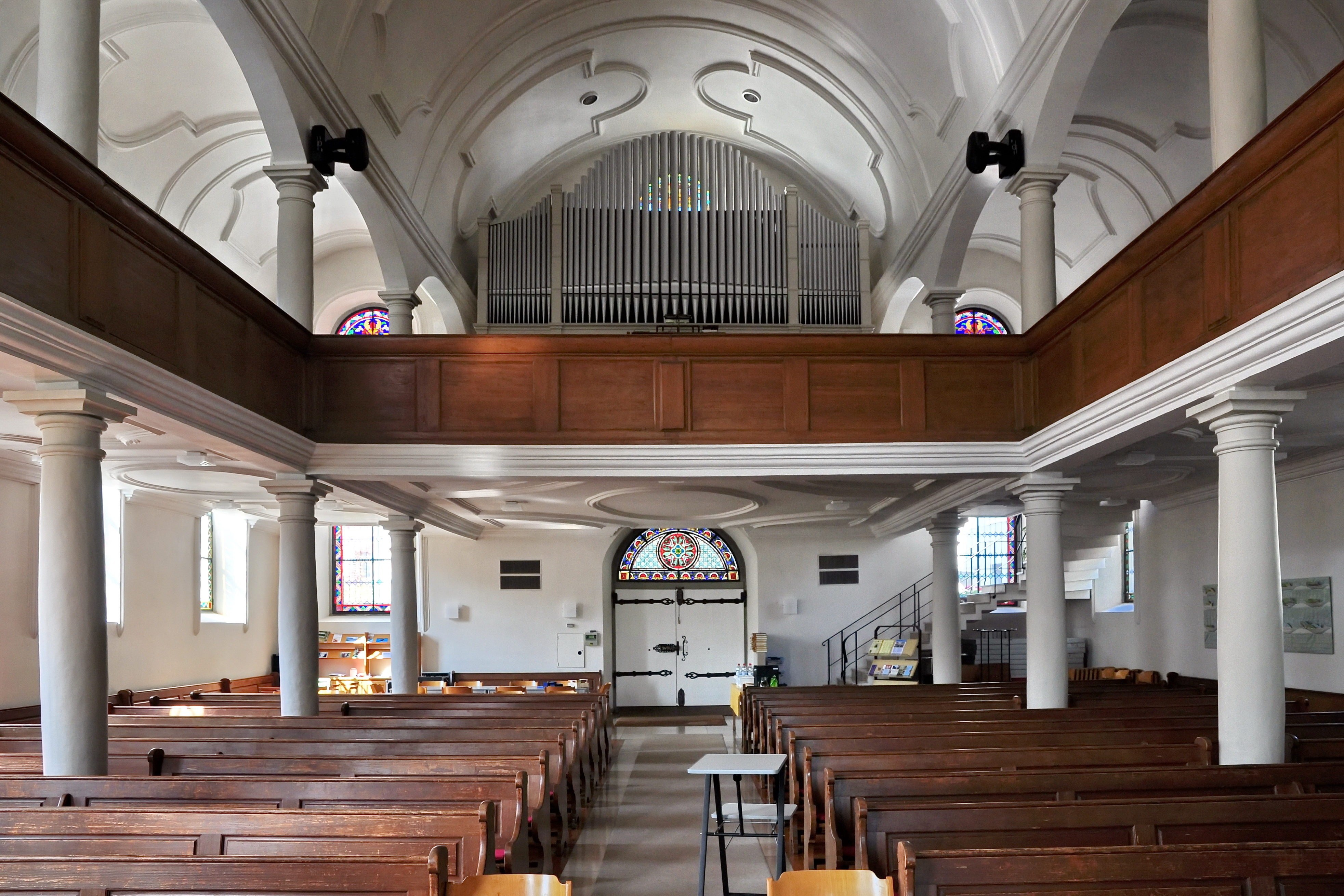
Emporenhalle

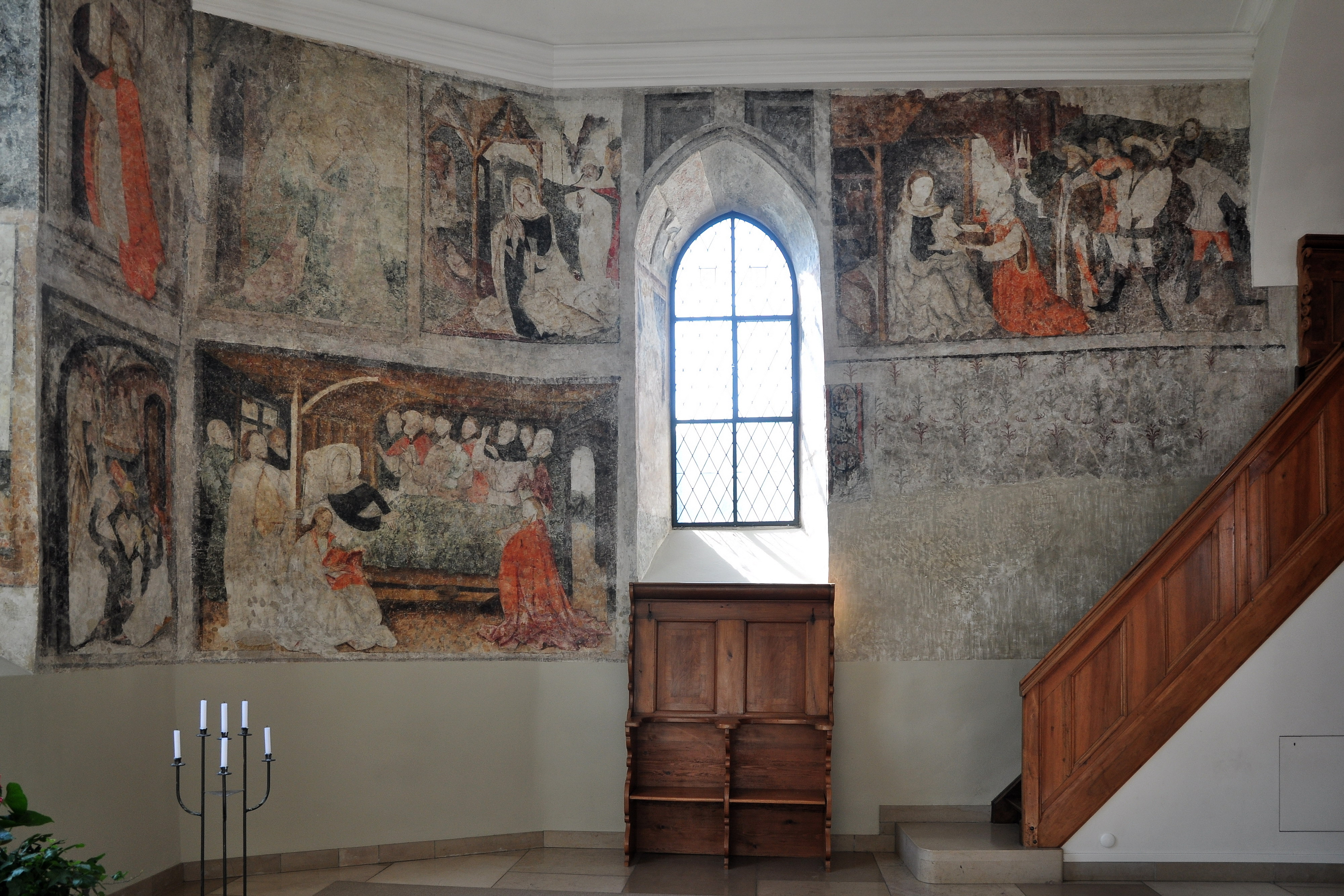
Chorraum mit Fresken

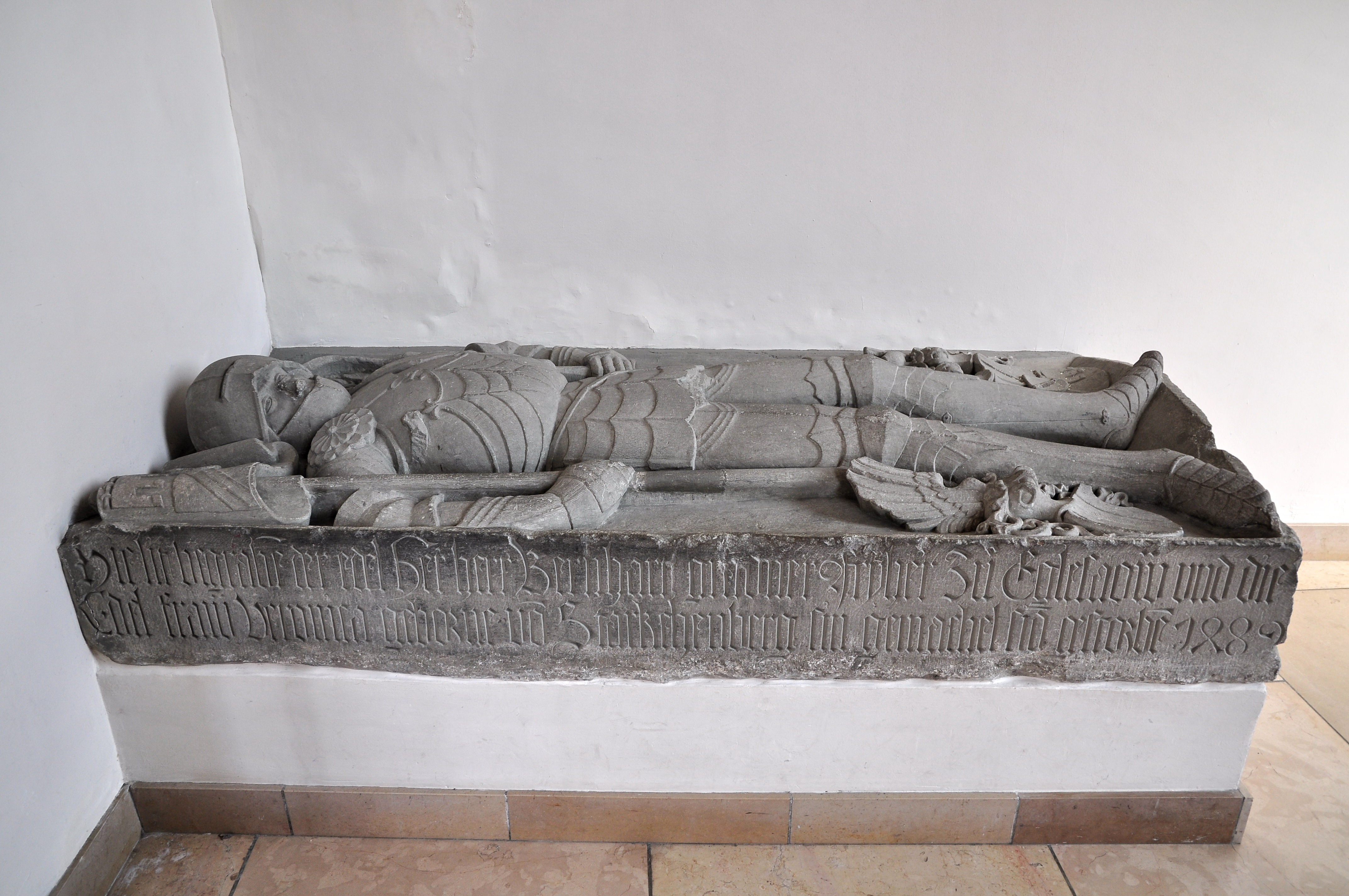
Grabplatte von Bernhard Gradner

Die Reformierte Stadtkirche Eglisau ist ein reformiertes Kirchengebäude in der Altstadt von Eglisau in der Schweiz. Sie wurde als Kulturgut von nationaler Bedeutung eingestuft und steht unter Denkmalschutz.

## Geschichte
Das Rheinstädtchen wurde im frühen 13. Jahrhundert gegründet. Die erste, im romanischen Stil erbaute Kirche wurde in die Stadtbefestigung eingebunden. Die ursprüngliche, zum Schloss Eglisau führende Rheinbrücke befand sich direkt unterhalb der Kirche, weshalb von einer besonderen Funktion der Kirche innerhalb der Stadtbefestigung ausgegangen werden kann. 1337 wurde die Kirche im gotischen Stil erneuert und mit einem Rechteckchor versehen.
Nach der Reformation wurde 1715 ein Neubau der Kirche beschlossen. 1716 bis 1717 entstanden das heutige barocke Kirchenschiff und der Turm, wobei der gotische Chorraum als einziges Element der Vorgängerkirche wiederverwendet wurde.

## Beschreibung

### Äusseres
Die Kirche befindet sich an steiler Hanglage im Osten der Altstadt. Vom Rheinufer her erfolgt der Zugang über eine steile Treppe, die unter der Kirche hindurch zum Vorzeichen hinaufführt. Die Fassaden sind von Rundbogenfenstern geprägt. Auf der Nordseite befindet sich der Friedhof, zu dem auch einige historische Epitaphien an der Kirchenmauer gehören. Das Kirchenschiff verfügt über ein Krüppelwalmdach. Das Westportal der Kirche erinnert an einen Triumphbogen. Über der Tür befindet sich ein Lünettenfenster mit Schmiedeeisenverzierungen. Oberhalb davon wurde eine Inschriftentafel eingelassen, die an den Bau der Kirche erinnert und auf das Jahr 1716 datiert ist. Ein mächtiges Gebälk schliesst das Portal ab. Bei dem heutigen Portal handelt es sich um eine Kopie von 1960.
Auffallend ist der durch Gesimse in fünf Stockwerke gegliederte Uhr- und Glockenturm aus Sichtmauerwerk, dessen offene Rundbogenfenster romanisch anmuten. Bekrönt wird der Turm durch einen in der Region seltenen Zwiebelhelm, der belebt wird durch die Aussparungen für die Zifferblätter der Turmuhr und die kupfernen Wasserspeier in Form von Drachen.

### Innenraum
Das Innere wurde nach dem Vorbild der St. Peterskirche in Zürich gestaltet: Der Raum ist als Hallenkirche angelegt, wobei alle drei Schiffe von Tonnengewölben mit Stuckkartuschen und Gurten überwölbt sind. Dominierendes Element ist dabei die hufeisenförmige Empore, die auf Säulen toskanischer Ordnung ruht. Oberhalb der Empore erhebt sich die zweite Säulenreihe, die als tragende Segmentbogenarkade das Mittelschiff von den Seitenschiffen abgrenzt. Im Gegensatz zur basilikalen Kirchenanlage kommt die dreischiffige Emporenhalle den Bedürfnissen der Reformierten entgegen. So sind die Emporen denn auch derart bestuhlt, dass der Blick zur Kanzel ermöglicht wird. Auf der Westseite der Empore befindet sich die Orgel.
Die Rundbogenfenster des Schiffs enthalten ornamentale Glasmalereien im spätnazarenischen Stil. Die dezent verzierte hölzerne Kanzel befindet sich am Chorbogen, der Taufstein von 1718 der liturgischen Bedeutung gemäss in der Mitte vor dem Chorbogen. Er trägt eine auf die Taufe bezogenen Inschrift nach (1 Petr 3,21 ): Nicht das Abthun des Unflats des Fleisches, sonder die Frage eines guten Gewüssens gegen Gott erhaltet uns. Oberhalb des tiefliegenden Chorbogens wurde in einer Kartusche eine biblische Inschrift nach (Mt 4,10 ) angebracht: Du sollst anbeten den HERREN deinen Gott und ihm allein dienen. An der Chorwand befinden sich zwei Epitaphien für Eglisauer Landvögte aus dem 18. Jahrhundert sowie die wertvolle spätgotische Grabplatte von Freiherr Bernhard Gradner aus dem Jahr 1489 mit einer Ganzkörperskultur des Ritters. Ferner sind Teile des originalen Chorgestühls erhalten. Die Spitzbogenfenster des Chores enthielten ursprünglich gotischen Masswerk, wobei dieses 1876 entfernt wurde.
1960 wurden im Zuge der Gesamtrenovation spätgotische Fresken an der Nord- und Südwand des Chores freigelegt. Im ikonographischen Programm dominieren mariologische und christologische Themen. Ausserdem ist ein Stifterbildnis des im Chor begrabenen Bernhard Gradner erhalten.